# 모쿠모쿠렌

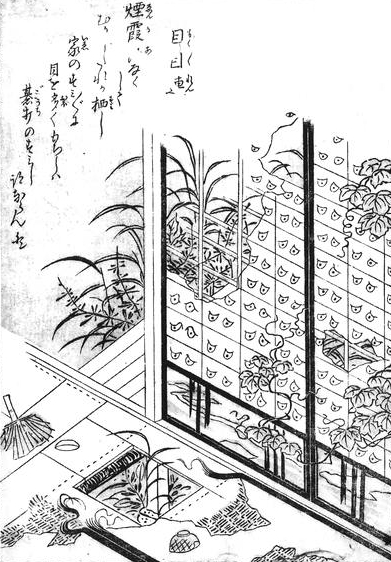

모쿠모쿠렌(일본어: 目目連)은 도리야마 세키엔의 화집 『금석백귀습유』에 수록된 요괴다.
황폐해진 가정집 장지문의 격자에 무수히 많은 눈이 떠오르는 모습을 그려 놓았다. 달아놓은 해설에는 바둑 기사가 바둑판에 전념하자 집 전체에 나타난 경우가 있었다고 한다.
다른 문헌에 전거가 없기 때문에 요괴연구가 무라카미 켄지는 이것을 도리야마 세키엔이 창작한 요괴라고 주장한다.

요괴만화가 미즈키 시게루의 차녀 에츠코가 중학교 때 수학여행을 갔다가 숙소의 장지문 격자에 눈 같은 것이 떠오르는 현상을 동급생들과 함께 목격했고, 미즈키는 “그것이 모쿠모쿠렌이다”라고 말했다 한다. 착시현상의 일종인 베르겐 착시에 의해 격자의 검은 선이 만나는 부분이 빛나 보이는 것이다. 어쩌면 도리야마도 미즈키 에츠코와 같은 경험을 하고 이 요괴를 창작한 것일 수도 있다.
야마다 노리오의 저서 『도호쿠 괴담 여행』에는 「장지의 눈」이라는 제목의 이야기가 실려 있는데, 에도의 상인이 재목을 사러 츠가루 까지 갔다가 숙박비가 아깝다고 폐가에 들어가 묵었는데, 장지에 무수한 눈이 떠오르자 두려워하기는 커녕 그 눈들을 쓸어담아서 안과의사에게 팔아넘겼다는 이야기다.
또 이런 이야기도 있다. 어느 남부 번사가 이불에 들어가 자고 있는데 발치에 눈알이 뒹굴고 있었고, 그 눈알에서 또 하나의 눈알이 생겨나고, 그것이 거듭되어 주위가 눈알로 가득찼다. 다음날 아침이 되자 번사 자신의 눈이 없어졌다고 한다. 미즈키 시게루는 이것도 모쿠모쿠렌의 일종이라고 분류하였다.